# Dankort
 Der er for få eller ingen kildehenvisninger i denne artikel, hvilket er et problem. Du kan hjælpe ved at angive troværdige kilder til de påstande, som fremføres i artiklen.

Dankort er et nationalt betalingskort (debetkort) i Danmark. Det kombinerede Visa/Dankort tillader endvidere brug i udlandet . Kortet så dagens lys i april 1983. I slutningen af 1984 kunne pengeinstitutterne dog også tilbyde deres kunder Dankort i elektronisk form (i plast med magnetstribe). Siden 15. januar 2006 er alle betalingsaftaler om Dankort blevet administreret af Nets (det tidligere PBS). Dankort er et registreret varemærke tilhørende Nets.
Brugen af kortet er støt stigende: I 2013 oversteg antallet af betalingstransaktioner med Dankort for første gang 1 mia. på et kalenderår, hvilket skete den 20. december. Siden 2013 har Dankort årligt haft mere end 1 mia. transaktioner. 
I september 2018 offentliggjorde Nationalbankens betalingsråd en analyse, som viste, at Dankort-betalinger havde den laveste omkostning for samfundet på 2,4 kroner per betaling. Den samfundsmæssige omkostning ved internationale debetkort var 4,1 krone per betaling.
Det har været gebyrfrit at anvende Dankort i næsten hele kortets levetid, hvilket er et særsyn i et internationalt perspektiv. Dette har hovedsageligt skyldtes, at kortet blev indført ved lov – den såkaldte 'Dankort-lov'. I 2013 indgik dansk detailhandel, bankerne og Nets en aftale om at fremtidssikre betalinger med Dankort. Aftalen indebar, at detailhandlen gradvist skal dække en større andel af omkostningerne ved drift af kortet, så handlen i 2018 dækker de fulde omkostninger. Aftalen løber indtil 31.12. 2019.

## Udseende og funktioner
I 2004 bliver Dankort opdateret med ny teknologi. Fremover får kortet inkorporeret en synlig chip til venstre på kortets forside. På forsiden finder man som på stort set alle slags betalingskort – oppe fra og ned – navnet på banken, de 4x4 – fysisk fremhævede – cifre som udgør kortnummeret. De første fire cifre (som både er præget og trykt) fortæller hvilken type kort der er tale om (5019 for Dankort og 4571 for Visa/Dankort), og de næste fire cifre fortæller, hvilken bank der er tale om (registreringsnummer). Man finder også udløbsdatoen, kortholders navn (kortets ejer) og et hologram, forskelligt alt efter om der er tale om et Dankort eller Visa/Dankort (i så fald er Visas logo også trykt på kortet).
Enten på for- eller på bagsiden finder man Dankort logoet, den tilknyttede kontos registreringsnummer og kontonummer. Nedenunder dette finder man et felt, hvor kortholderen skal placere sin underskrift. Dette felt indeholder desuden tre cifre, kaldet 'kontrolnummeret' (dette bruges fx til visse internetbetalinger). Derefter følger en sort magnetstribe og producentens fabrikationsnummer i små typer.

## Kortets historie
- 1983-84: Dankort og betalingsterminaler indføres. De største fortalere er bankerne. Det nationale Dankort reducerer i årene derefter mængden af kontanter i omløb, checktransaktioner og fysiske bankbesøg. Kortet er gebyrfrit for forbrugeren og detailhandlen. Forbrugerne oplyses om fordelene gennem en tv-kampagne med Ole Borg i spidsen.
- Maj 1984: Man kunne allerede nu hæve penge i »Kontanten«-automaterne, ved hjælpe af en pin-kode. Automaterne blev sat enten indenfor i en bank eller med tilgang udefra som gav flere timer man kunne gå i banken. Efterhånden stod automaten på mange hjørner i byerne.
- 1985: Tidligere foregik betalingerne ved, at butikken tog et aftryk af dankortet med en »fluesmækker«. Papiret blev underskrevet, og banken sørgede for betalingerne. I 1985 fik de første butikker elektroniske terminaler, hvor man kunne indtaste en pinkode. Sikkerheden blev dermed højere.

- April 1999: Den første transaktion med Dankort gennemføres på Internettet. Administrerende direktør i PBS Peter Max bestiller blomster til Pia Gjellerup hos Interflora via en løsning leveret af Nethow Betalingssystemer.

- 1999: Folketinget lover bankerne, at de må opkræve gebyr for betalinger med Dankort hos detailhandlen, når fire krav, som skal sikre en fri konkurrence på området, er opfyldt. Det bliver besluttet at revidere Dankort loven efterår 2001.

- 2001: Bankerne har formelt opfyldt de fire krav, men mange mener stadig at området reelt er monopoliseret. De Samvirkende Købmænd, Håndværksrådet, FDB, Dansk Handel & Service, Oliebranchens Fællesrepræsentation og Forbrugerrådet advarer Konkurrencestyrelsen mod at give gebyrerne fri.

- Oktober 2001: Erhvervsminister Ole Stavad (S) udskyder revision af Dankort-loven i mindst et år, på den baggrund at udviklingen af en ny type terminaler – chipterminaler – er i en indledende fase.

- Marts 2003: Første seriøse forhandlinger imellem den nye minister – Bendt Bendtsen (K), detailhandlen, bankerne og Forbrugerrådet. Regeringen foreslår, at det nye Dankort udgives i to udgaver. Kunderne skal kunne vælge imellem det gratis magnet-stribekort og et nyt gebyrbelagt chip-dankort, som til gengæld er mere sikkert. Forslaget vinder ikke tilslutning.

- 24. april 2003: Aftalen om Dankort er i hus mellem Finansrådet, Forbrugerrådet, Dansk Handel & Service og Økonomi- og Erhvervsministeriet: Bankerne må indtil 2010 opkræve max. 50 øre i gebyr pr. transaction med Dankort af butikkerne, som gerne må sende regningen videre til kunden. Butikker med mindre end 5.000 betalinger med Dankort om året slipper for gebyret. Der er politisk flertal bag forslaget.

- Maj 2003: Bankerne vil også overlade telefonregningen for opkald til PBS til butikkerne. Prisen er ca. 21 øre eksklusiv moms per opkald.

- Oktober 2003: Bankerne beslutter at fjerne billedet og den gamle laserindgraverede underskrift fra det nye Dankort.

- Sommer 2004: Bankerne sender de ca. 3,5 mio. nye Dankort med chip ud til de danske forbrugere.

- December 2004: Kun én terminalleverandør har fået godkendt sin terminal, – de øvrige er forsinkede. Butikker klager over lange svartider fra PBS og mange fejl. Kun én ud af ti transaktioner med Dankort gør brug af chip-teknologien. Butikker afkræves 50 øre, hvoraf de fleste genopkræver gebyret direkte på forbrugerens bon. Der er ingen konkurrence om gebyr-størrelsen.

- Januar 2005: Efter en reel folkestorm beslutter Folketinget at kulegrave banker og butikkers gebyrer, og Forbrugerrådet kræver en ny undersøgelse af bankernes driftsudgifter i forbindelse med systemet til håndtering af Dankort. Økonomi- og erhvervsminister Bendt Bendtsen (K) lover at forbrugerne, men ikke nødvendigvis detailhandlen, vil slippe for gebyret, hvis de konservative fortsat har ansvaret for området efter folketingsvalget d. 8 februar 2005.

- Februar 2005: VK-regeringen fortsætter. Bankerne foreslår politikerne helt at droppe Dankort-loven. Forbrugerrådet advarer.

- 25. februar 2005: Det lykkes erhvervsminister Bendt Bendtsen at presse en aftale om gebyr på brug af Dankort igennem. Gebyret på 50 øre bortfalder 1. marts og regningen deles mellem bankerne og butikkerne. Butikkerne opkræves ikke længere et gebyr, men et årligt abonnement der kan trækkes fra som en driftsomkostning. Kritikken går på, at omkostningerne over tid vil blive læsset skjult over på forbrugeren, således at de bliver lige vidt.

- 2006: Der har været svindel med betalingsautomater i en række dagligvarebutikker samt et gartneri. Forbryderne har brudt ind i forretningerne, åbnet terminalerne og indsat udstyr, der kan aflæse magnetstrimmeloplysninger samt pinkoder. Nogle dage efter har de igen brudt ind, og fjernet deres udstyr, som de derefter har brugt til at lave falske Dankort. Efterfølgende har de hævet større beløb fra de berørte kunders konti.

- April 2006: Bankerne har umiddelbart før påske blokeret deres hæveautomater, således at de kun kan aflæse chippen, men ikke magnetstrimmelen. Grundet tekniske problemer kan eller vil de fleste butikker ikke benytte chip. Ofte har de sat tape over chipsprækken.

- Marts 2007: Brug af chippen er stadig stigende, og hver tredje transaktion sker via chip. En ulempe er dog, at mange glemmer deres Dankort i butikken, når de bruger chippen[3].

- 1. september 2008: Dankort fejrer 25 års jubilæum, hvilket bl.a. markeres ved en udstilling om kortets historie på Danmarks Pengemuseum i Horsens. 4 mio. udstedte Dankort ved årets udgang, heraf godt 3 mio Visa/Dankort. Alle nye betalingsterminaler, der tager imod Dankort, skal kunne læse chip.

- 9. april 2009: Det har været muligt at anvende Dankort på internettet i 10 år. Kortet har haft en vigtig rolle i væksten af internethandel. Der var over 8,8 mio. betalinger med Dankort på nettet alene i 1. kvartal.

- 2010: For at følge udviklingen af chip på Dankort skal alle betalingsterminaler, der tager imod Dankort, kunne læse chip.

- 2012: Alle Visa/Dankort, der er blevet udstedt siden chippen blev indført i 2004, har udløb i 2012. Dermed skal alle Visa/Dankort udskiftes i løbet af året, og nye kort udstedes typisk med fire års løbetid og med en chip, der følger en anderledes chipstandard. Chippen gør det muligt at validere PIN-koden i betalingsterminalen, selvom der ikke er online forbindelse til omverdenen. Alle nyudstedte Dankort bliver udstyret med en chip, der følger samme chip-standard.
- 2013: Der indgås en ny Dankort aftale mellem Nets, bankerne og dansk detailhandlen. Aftalen skal fremtidssikre betalingskortet.
- 2015: I august 2015 blev det første Dankort med kontaktløs funktion udstedt. Det nye Dankort kan bruges til kontaktløs betaling, hvor kortet alene skal holdes hen over terminalen og ikke indlæses fysisk. Der skal ikke anvendes PIN kode ved transaktioner under 200 kr. Ved udgangen af 2015 var der udstedt 830.000 Dankort med kontaktløs funktion.
- 2015: I december 2015 offentliggjorde Dankort, at det bliver muligt at få Dankort på mobilen i nær fremtid.
- 2016: Den 9. juni 2016[4], blev det muligt at skille Dankort-funktionen fra Visa-funktionen ved brug i Danmark. Det betyder kort sagt at, butikkerne kan vælge, hvilken side af kortet de ønsker kunden som udgangspunkt skal betale med i deres butik. [5]
- 2017: Allerede i januar 2017 er det muligt at betale med Dankort på mobilen via BOKIS wallets. Nets lancerer sin egen Dankort app i en betaversion i maj 2017. Man kan betale med Dankort på mobilen fra både iOS og Android telefoner. https://dankortapp.dk/ Arkiveret 18. januar 2019 hos  Wayback Machine